# مسجد جامع خسروآباد
مسجد جامع خسروآباد مربوط به دوره قاجار است و در شهرستان داورزن، بخش مرکزی، دهستان کاه، مرکز روستای خسروآباد واقع شده و این اثر در تاریخ ۱۸ اسفند ۱۳۸۷ با شمارهٔ ثبت ۲۴۹۹۰ به‌عنوان یکی از آثار ملی ایران به ثبت رسیده است.